# Sadr ud-Din

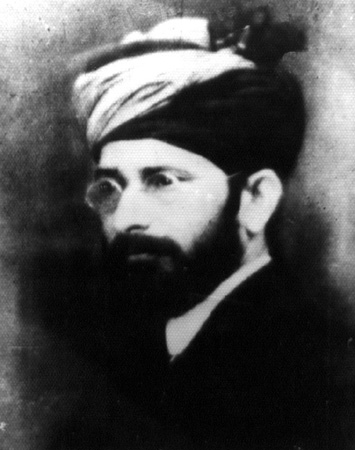
Maulana Sadr ud-Din

Sadr-ud-Din (geb. 21. September 1901 in Lahore, Britisch-Indien; gest. 15. November 1981 in Woking, England) wirkte als erster Missionar der islamischen Konfession Ahmadiyya Andschuman Ischa'at-i-Islam als Imam in der Wilmersdorfer Moschee zu Berlin seit 1922. Zuvor wirkte er auch als Imam in der Shah-Jahan-Moschee in Woking. Er legte 1938 die erste deutsche Koranübersetzung aus muslimischer Feder vor. Von 13. Oktober 1951 bis 15. November 1981 war er der weltweite Vorsitzende der Ahmadiyya Anjuman Ischat-i-Islam Lahore (AAIIL).

## Koranübersetzung
Die Koranübersetzung erstellte Sadr-ud-Din in enger Zusammenarbeit mit dem an der Berliner Universität promovierten Abdus Hassan Mansur. Der ständige Imam der Berliner Moschee S. Mohammad Abdullah und sein Stellvertreter Nazir-ul-Islam übernahmen die Korrekturarbeiten. Ein weiterer Mitarbeiter, Hamid (Hugo) Marcus, der maßgeblich an der sprachlichen Gestaltung des deutschen Texts und des Kommentars beteiligt war, soll in der Danksagung der Übersetzung aus politischen Gründen (vermutlich als Jude und Homosexueller) nicht genannt worden sein. Hamid Marcus war Präsident der am 22. März 1930 als Nachfolgerin der „Islamischen Gemeinde Berlin e.V.“ gegründeten „Deutsch-Muslimische-Gesellschaft“. Die eigentlichen Übersetzungsarbeiten waren im Februar 1934 weitgehend abgeschlossen. Der größte Teil der ersten Auflage wurde bei einem Bombenangriff auf Berlin ein Opfer der Flammen. Die Koranübersetzung wurde 1964 unverändert neu aufgelegt. Sie konnte sich gegen die von der AMJ 1954 herausgegebene Übersetzung nicht durchsetzen.
Zur Übersetzung sagt Mohammed Aman Hobohm: „Aus dem Umstand, dass Maulana Sadr-ud-Din nur ungenügend Deutsch und Dr. Hamid Marcus kein Arabisch sprach, ergaben sich zahlreiche Ungenauigkeiten in der Übersetzung. Hinzu kommt, dass der Kommentar mit Ahmadiyya-Gedankengut durchsetzt ist, und dass der arabische Text zahlreiche typographische Fehler aufweist.“. Eine von ihm in Angriff genommene Überarbeitung hat er später selbst aufgegeben, weil er erkannt habe, dass „keine Übertragung des Heiligen Textes in eine andere Sprache dem arabischen Original gerecht werden kann“.

## Werke
- Der Koran. Arabisch-Deutsch. Übersetzung, Einleitung und Erklärung von Maulana Sadr-ud-Din; Verlag der Moslemischen Revue (Selbstdruck); Berlin 1939; aaiil.org (PDF; 45 MB) 2. unveränderte Auflage 1964; 3. unveränderte Auflage 2006; ohne ISBN.